# Paolo Rossi
Paolo Rossi (Prato, 23 de setembre de 1956 - 9 de desembre de 2020) fou un futbolista italià. Es va formar com futbolista al Cattolica Virtus de Florència i a la Juventus FC de Torí. Va guanyar la Pilota d'Or 1982. Durant els seus últims anys, va treballar com a comentarista esportiu a la RAI.

## Biografia
Paolo Rossi es va formar a les categories juvenils de la Cattolica Virtus, una petita societat toscana de la qual va formar part fins als 11 anys. El 1975 va devbutar al Como Calcio. Després va fitxar pel Vicenza Calcio, on fou el màxim golejador de la Serie B durant la temporada de 1977 i el 1978 a la Serie A. El 1980 es va veure afectat per l'escàndol d'apostes, això el va marginar del futbol durant dos anys, fet que gairebé el deixa fora de la Copa del Món de Futbol de 1982, en el qual va proclamar-se campió del món i en va ser el màxim golejador amb 6 gols, això li va permetre guanyar la Pilota d'Or al millor jugador europeu d'aquell any. Ja amb la Juventus va guanyar la Recopa el 1984 i la Copa d'Europa el 1985.
El 2004, va ser inclòs a la llista FIFA 100 dels millors futbolistes de la història, elaborada entre la FIFA i Pelé.

## Estadístiques
| 1976/77 | Vicenza Calcio | Itàlia | Serie A | 36 | 21 |  |       |  |  |     |     |
| 1977/78 | Vicenza Calcio | Itàlia | Serie A | 30 | 24 |  |       |  |  |     |     |
| 1978/79 | Vicenza Calcio | Itàlia | Serie A | 28 | 15 |  |       |  |  |     |     |
| 1979/80 | AC Perugia     | Itàlia | Serie A | 28 | 13 |  |       |  |  |     |     |
| 1980/81 | Vicenza Calcio | Itàlia | Serie A | 0  | 0  |  |       |  |  |     |     |
| 1981/82 | Juventus FC    | Itàlia | Serie A | 3  | 1  |  |       |  |  |     |     |
| 1982/83 | Juventus FC    | Itàlia | Serie A | 23 | 7  |  |       |  |  |     |     |
| 1983/84 | Juventus FC    | Itàlia | Serie A | 30 | 13 |  |       |  |  |     |     |
| 1984/85 | Juventus FC    | Itàlia | Serie A | 27 | 3  |  |       |  |  |     |     |
| 1985/86 | AC Milan       | Itàlia | Serie A | 20 | 2  |  |       |  |  |     |     |
| 1986/87 | Verona         | Itàlia | Serie A | 20 | 4  |  | Total |  |  | 245 | 103 |

## Palmarès

### Club

#### Competicions nacionals
- Campió de la Serie B

L.R. Vicenza: 1976/1977
- Campió de la Serie A

Juventus: 1981/1982 i 1983/1984
- Campió de la Copa Itàlia

Juventus: 1982/1983

#### Competicions internacionals
- Copa d'Europa

Juventus: 1984/1985
- Recopa

Juventus: 1983/1984
- Supercopa d'Europa de futbol

Juventus: 1984

### Internacional
- Copa del Món de Futbol

Copa del Món de Futbol de 1982

### Individual
- Capocannoniere del la Serie B: 1

1976/1977
- Capocannoniere del la Serie A: 1

1977/1978
- Màxim golejador al Mundial de futbol de 1982
- Pilota d'or (1982)